# Wojciech Szwed

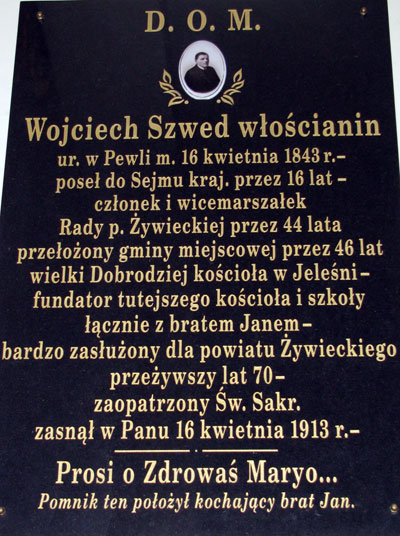
Tablica pamiątkowa ku pamięci Wojciecha Szweda, znajdująca się w Kościele Parafialnym w Pewli Małej

Wojciech Szwed (ur. 15 kwietnia 1843 w Pewli Małej, zm. 16 kwietnia 1913 tamże) – poseł Sejmu Krajowego Galicji, członek i wicemarszałek Rady Powiatowej Żywieckiej.

## Życiorys
Pochodził z biednej rodziny – był synem Tomasza i Agnieszki Rzeszótko. Samoukiem. W 1865 roku, w wieku zaledwie 22 lat, został wójtem w Pewli Małej, a w 1867 roku zostaje wybrany do Rady Powiatowej Żywieckiej, w której zasiadał nieprzerwanie przez 44 lata. Pełnił w niej też funkcję wicemarszałka. Trzykrotnie wybierany posłem do sejmu Krajowego, w kadencjach VII, VIII i IX. Dobrodziej kościoła św. Wojciecha w Jeleśni oraz fundator pierwotnie kaplicy (poświęconej w 1884r.) a potem starego (poświęconego w 1908r., który spłonął w 2003 roku) kościoła w Pewli Małej. Ufundował również szkołę w Pewli Małej oraz przyczynił się do powstania szkoły realnej w Żywcu.
Jako poseł był członkiem licznych komisji, skupiał się przede wszystkim na działaniach zmierzających do poprawy jakości życia na Żywiecczyźnie, często interpelując w sprawach naprawy dróg, budowy mostów, regulacji rzek, pomocy osobom poszkodowanym w klęskach żywiołowych. Prowadził działania propolskie, np. w kwestiach przywrócenia nazwy Żywiec/Sporysz, zamiast Saybusch/Friedriechschutte, czy wprowadzenia języka polskiego na kolei, poczcie, czy w wojsku na terytorium Galicji.
Z jego inicjatywy w Pewli Małej powstał przystanek kolejowy oraz została wybudowana poczekalnia dla podróżnych.
15 lutego 1898 na Galicyjskim Sejmie Krajowym przeforsował wniosek odłączenia przysiółka Dworzyska od Jeleśni i przyłączenie go do wsi Pewel Mała. Dzięki temu zabiegowi liczba mieszkańców wsi Pewel Mała wzrosła z 250 do około 700
Pochowany na cmentarzu w Jeleśni – sektor 2, grób nr 1387.